# Женсково
Женсково (пол. Rzęskowo, нім. Rensekow) — село в Польщі, у гміні Грифиці Ґрифицького повіту Західнопоморського воєводства.
Населення — 320 осіб (2011).
У 1975-1998 роках село належало до Щецинського воєводства.

## Демографія
Демографічна структура станом на 31 березня 2011 року:
|          | Загалом | Допрацездатний вік | Працездатний вік | Постпрацездатний вік |
| -------- | ------- | ------------------ | ---------------- | -------------------- |
| Чоловіки | 163     | 44                 | 106              | 13                   |
| Жінки    | 157     | 37                 | 98               | 22                   |
| Разом    | 320     | 81                 | 204              | 35                   |